# Мифунэ, Кюдзо
Кюдзо Мифунэ (яп. 三船久蔵 Мифунэ Кю:дзо:, род. 21 апреля 1883, Кудзи, префектура Иватэ, Хонсю, Япония—27 января 1965, префектура Токио, Япония) — японский мастер боевых искусств, 10-й дан Кодокан дзюдо; рост 159 см, вес — 55 кг.
Кюдзо Мифунэ был одним из лучших учеников Кано Дзигоро, причём многие считали, что в техническом плане он даже превосходил своего учителя.
Кюдзо Мифунэ называли «Богом дзюдо». О стиле Кодокан дзюдо в то время даже говорили: «теория Кано, практика Мифунэ». Одним из коронных приёмов Мифунэ был бросок суми-отоси (яп. 隅落 суми отоси, букв. «сбрасывание во внутренний угол», выведение из равновесия толчком назад).

## Начало занятий в Кодокане
В 1903 году Кюдзо Мифунэ приступил к занятиям в Кодокане и через 15 месяцев уже получил первый дан по дзюдо. Далее через рекордно короткий срок 4 месяца ему был присвоен 2-й дан.
Благодаря прекрасным скоростным качествам и чувству времени, Мифунэ очень быстро прогрессировал; он ни разу не потерпел поражения в традиционных ежегодных соревнованиях, проводимых в Кодокане.

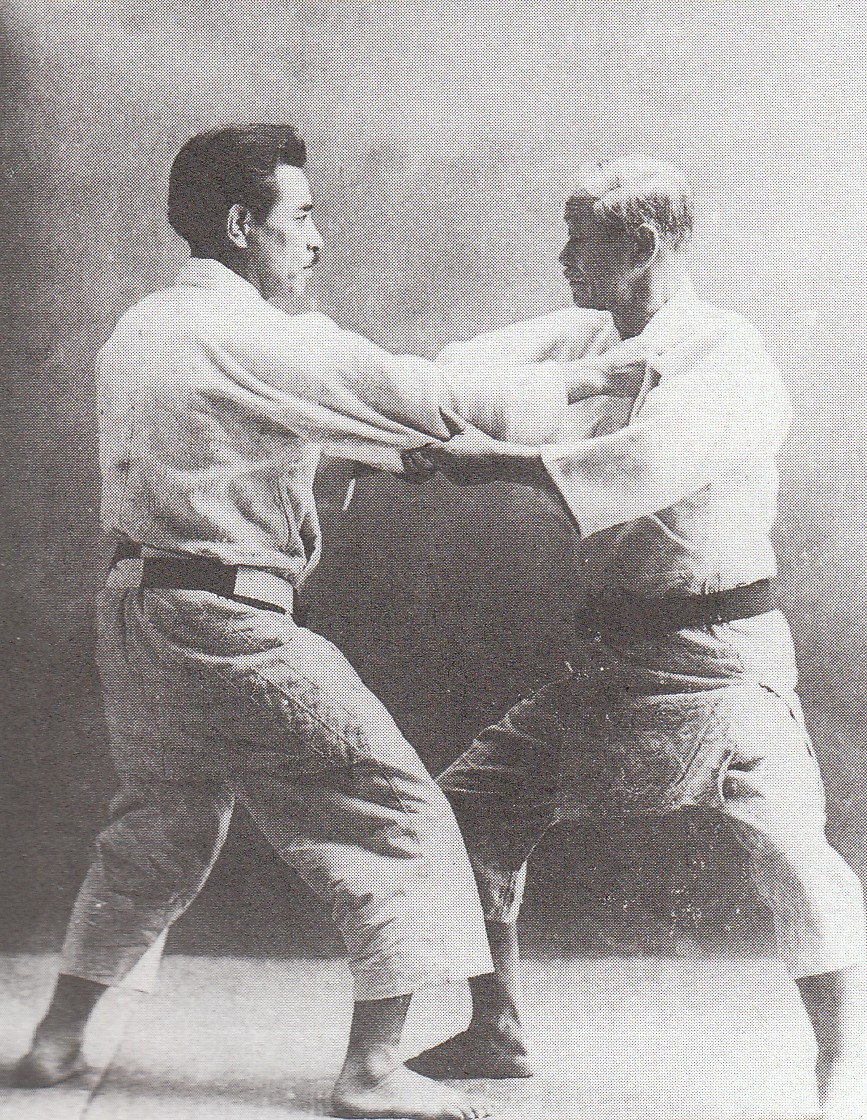
Слева — Кюдзо Мифунэ,
справа — Дзигоро Кано

## «Бог дзюдо»
К 1912 году Кюдзо Мифунэ достиг уровня 6-го дана и получил звание инструктора. Именно в это время его стали называть «Богом дзюдо».
В последующие 20 лет слава Кюдзо Мифунэ как выдающегося борца только росла. Когда Мифунэ было 40 лет, ему бросил вызов борец сумо, ростом около 190 см и весом около 100 кг. Но Мифунэ, который в то время весил менее 50 кг, всё же победил его при помощи одного из своих любимых бросков — уки-отоси (яп. 浮落 уки отоси, букв. «сбрасывание скольжением по поверхности», выведение из равновесия скручиванием (сбрасывание по касательной)) (куки нагэ) . В 1937 году Кано присвоил Кюдзо Мифунэ 9-й дан.

## Пропаганда дзюдо
После смерти Кано в 1938 году Мифунэ стал наиболее влиятельным инструктором в Кодокане. 25 мая 1945 года Кюдзо Мифунэ был присвоен 10-й дан, и он стал четвёртым из дзюдоистов удостоенных такого уровня признания.
В 1956 году Мифунэ написал книгу «Канон дзюдо», ставшую классической, и до сих пор являющуюся выдающимся произведением по истории, философии и технике дзюдо.
В 1964 году Кюдзо Мифунэ, в знак признания его выдающихся заслуг в деле пропаганды и развития дзюдо,  был награждён японским орденом Восходящего солнца.
Мифунэ активно продолжал участвовать в  развитии дзюдо вплоть до самой своей смерти.
В 1964 году, уже будучи больным раком горла, он принимал участие в организации Олимпийских игр в Токио, в программу которых впервые было включено дзюдо.
В декабре 1964 года он был помещён в госпиталь, где скончался 27 января 1965 года в возрасте 81 года. На момент своей кончины он оставался единственным из живущих дзюдоистов с 10-м даном Кодокан дзюдо.
В память о Кюдзо Мифунэ в его родном городе Кудзи сооружены мемориал, музей и спортивный комплекс.